# Ceruzahegyező

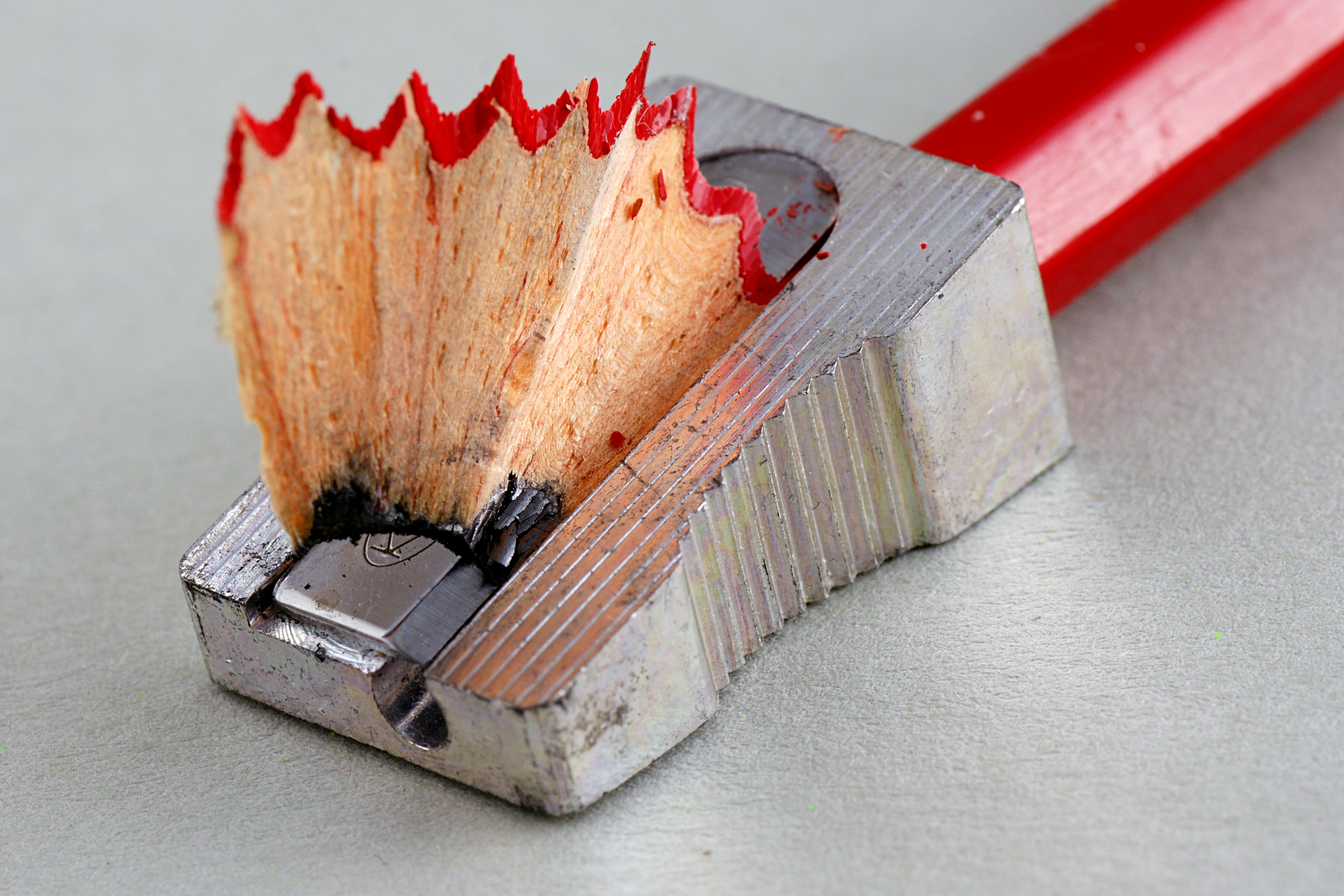
Kézi ceruzahegyező

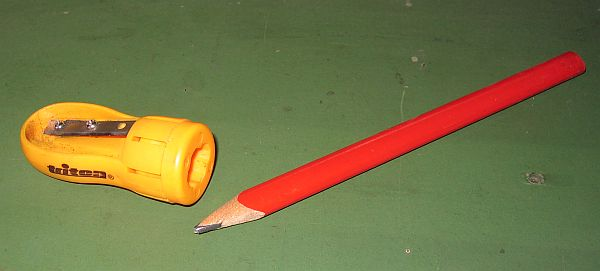
Lapos ácsceruza-hegyező

A  ceruzahegyező vagy ceruzafaragó olyan szerszám vagy eszköz, amely a ceruzákat hegyessé vagy csúcsossá alakítja, kihegyezi. Az írószerek családjába tartozik.
A leggyakoribb az egyszerű kézi hegyező, amely rendszerint egy alumínium- vagy műanyagöntvényből és a hozzá csavarral rögzített acélpengéből áll. Vannak radírral összeszerelt hegyezőalkalmatosságok is. Műanyag kivitelben mindenféle színben és méretben kaphatók.
Összetettebb változata a hegyezőgép, amelyben egy rugós foglalatba befogatva a ceruzát annak vége két faragófém közé illeszkedik, és kézzel vagy beépített villanymotorral megforgatva ezeket a faragórudakat azok a ceruzát hegyesre faragják. A forgács ez esetben rendszerint a géphez tartozó kis tartályban gyűlik össze.
Az egyszerű kézi hegyező által produkált széles, lapos csíkokból álló forgács jól megkülönböztethető a hegyezőgépben keletkező apróbb, sokszor porszerű törmeléktől.
Vannak mechanikus ceruzák (töltőceruzák, Versatil) hegyezésére használt hegyezők is, azonban ezek törmeléke csupán grafitporból áll, nem tartalmaz fát.

## Képek

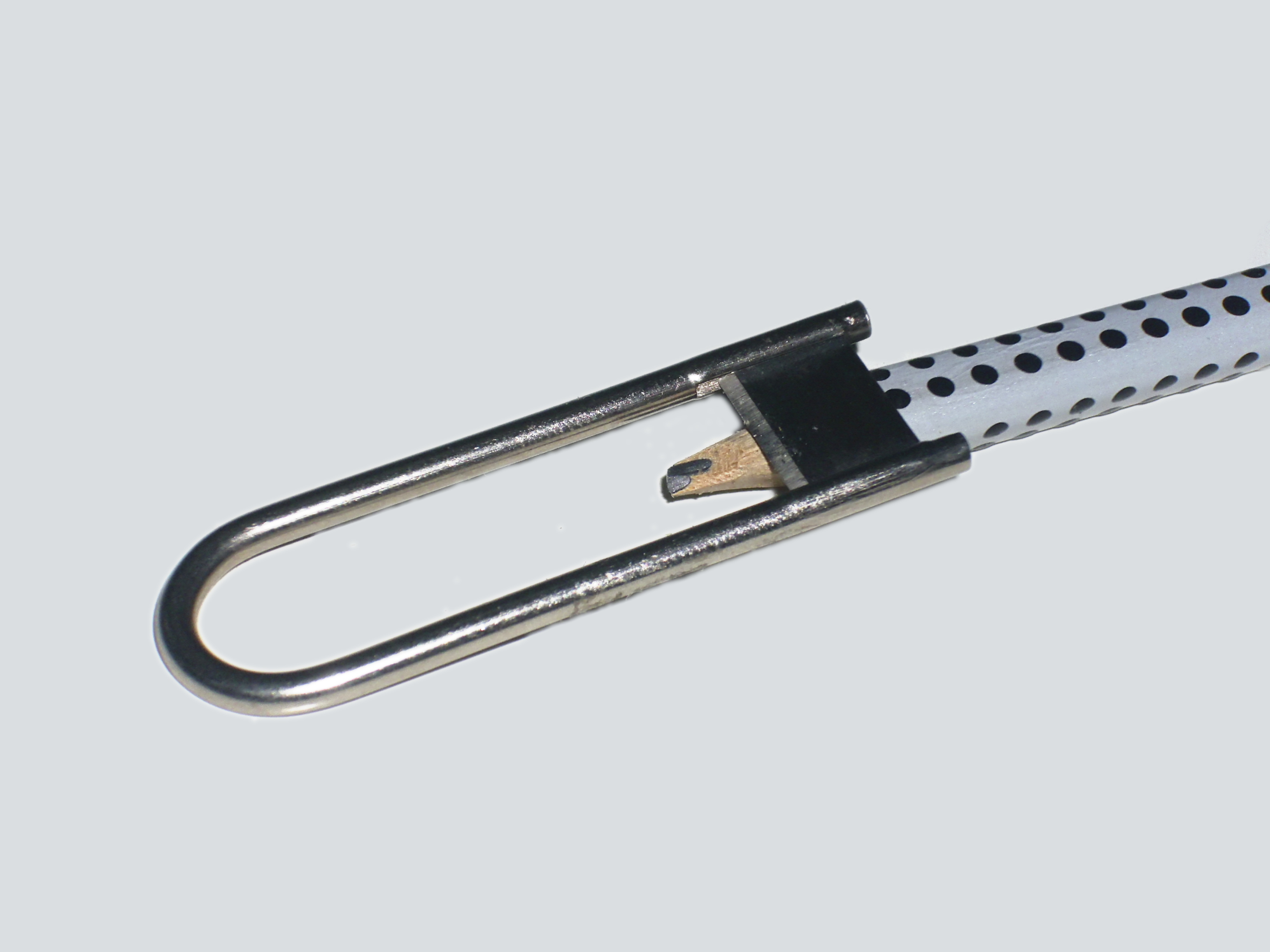
Biztonsági ceruzahegyező
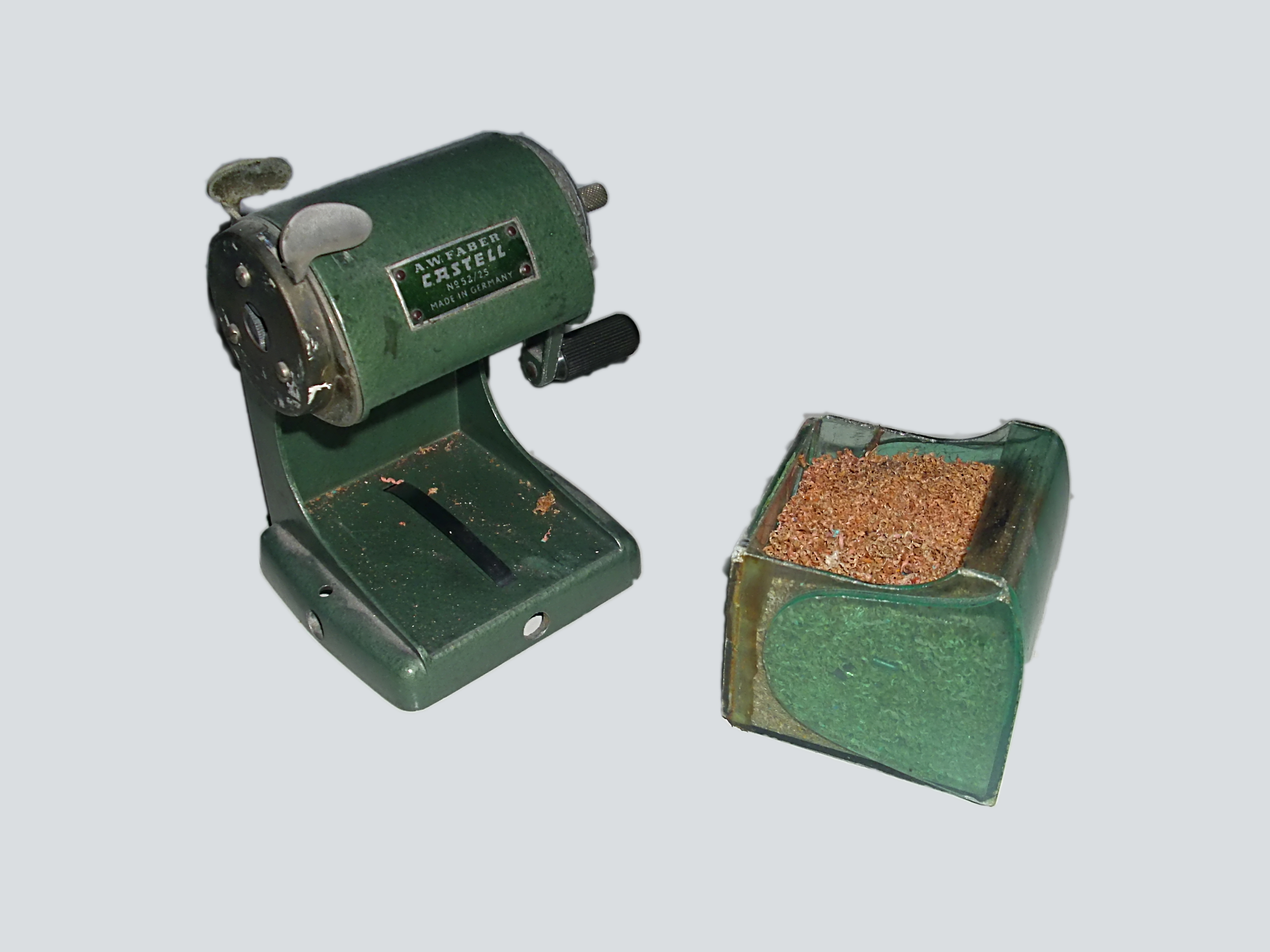
Ceruzahegyező gép kivett forgácsgyűjtő tálcával
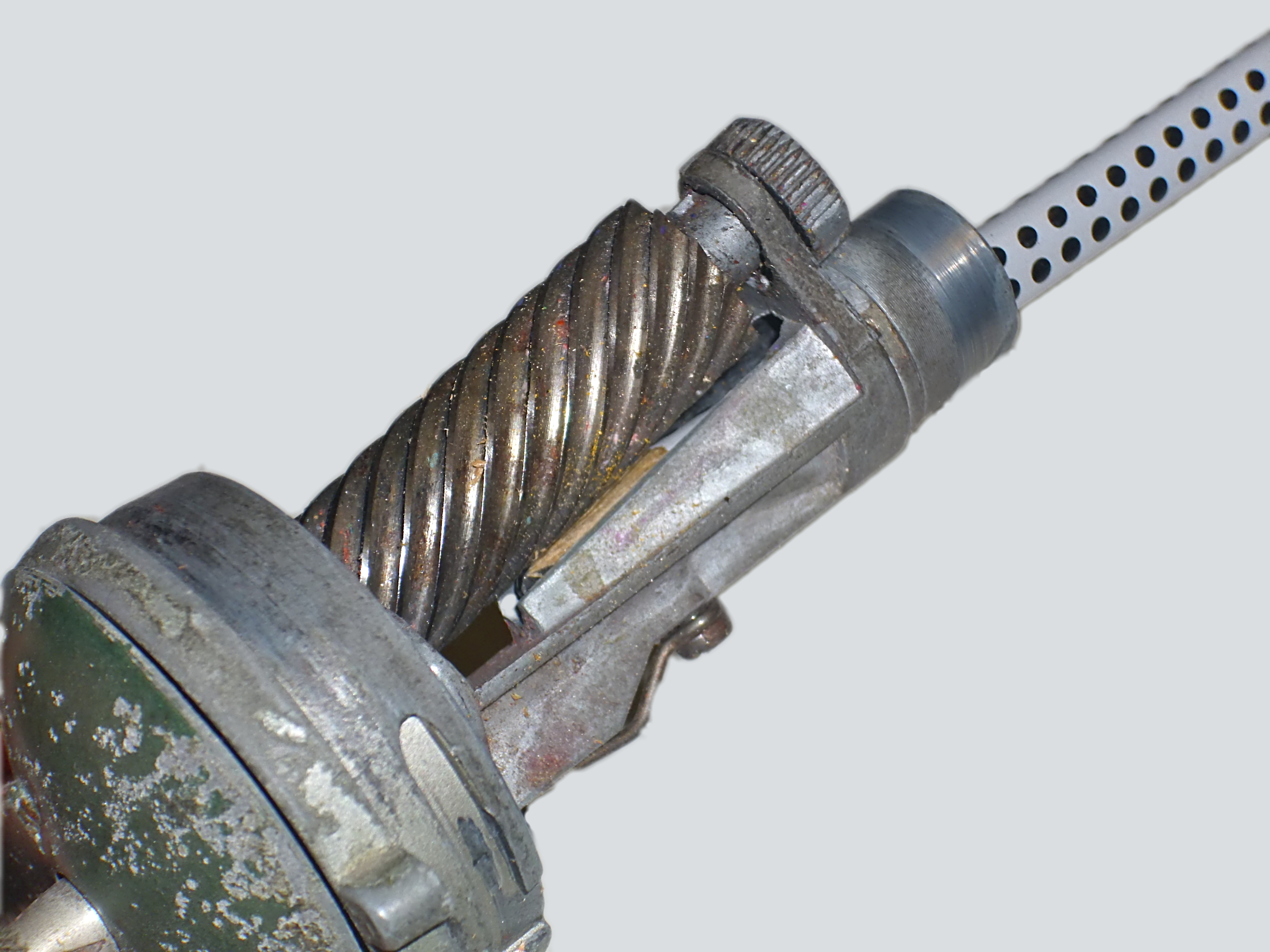
Egyhengeres ceruzahegyező gép
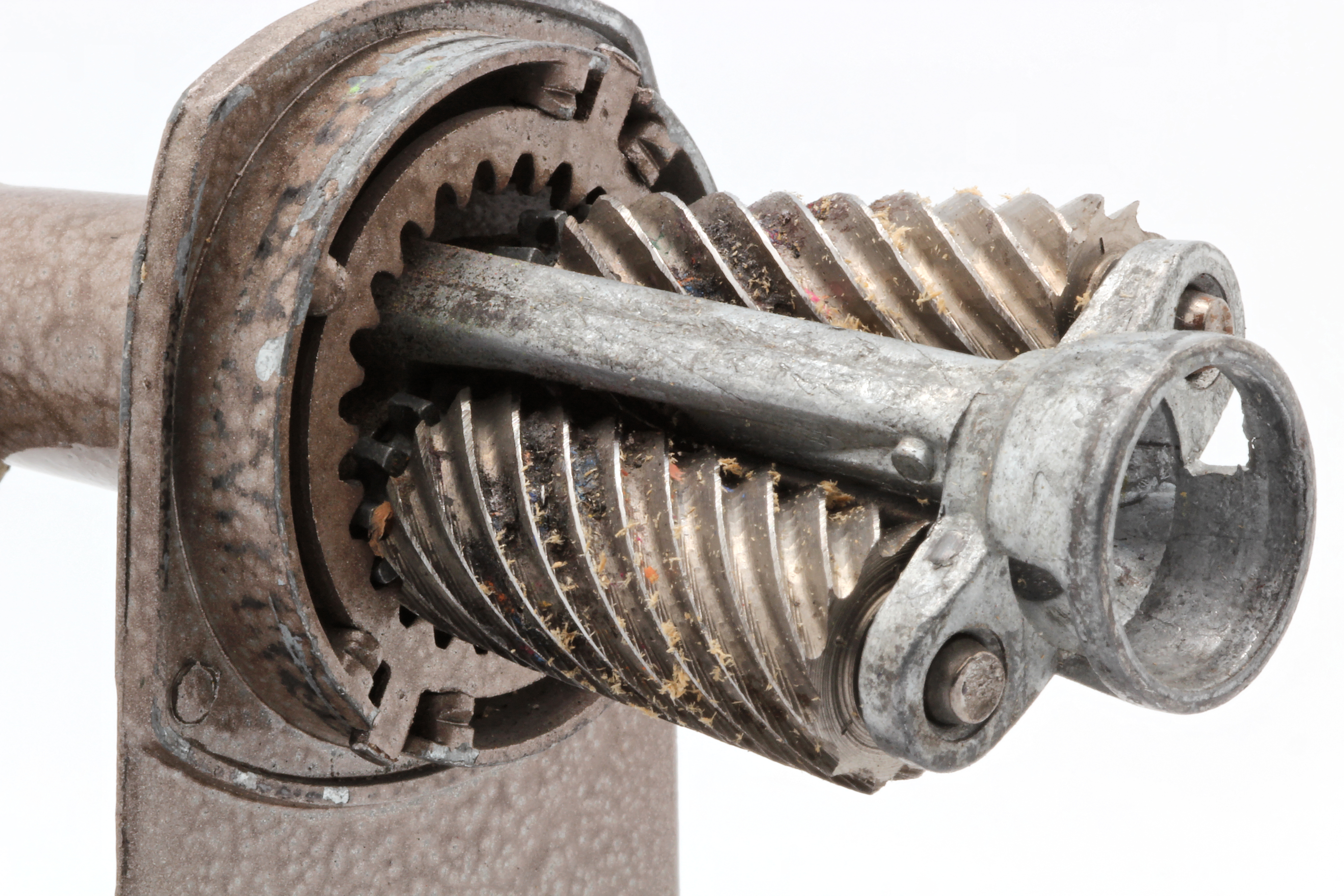
Kéthengeres ceruzahegyező gép
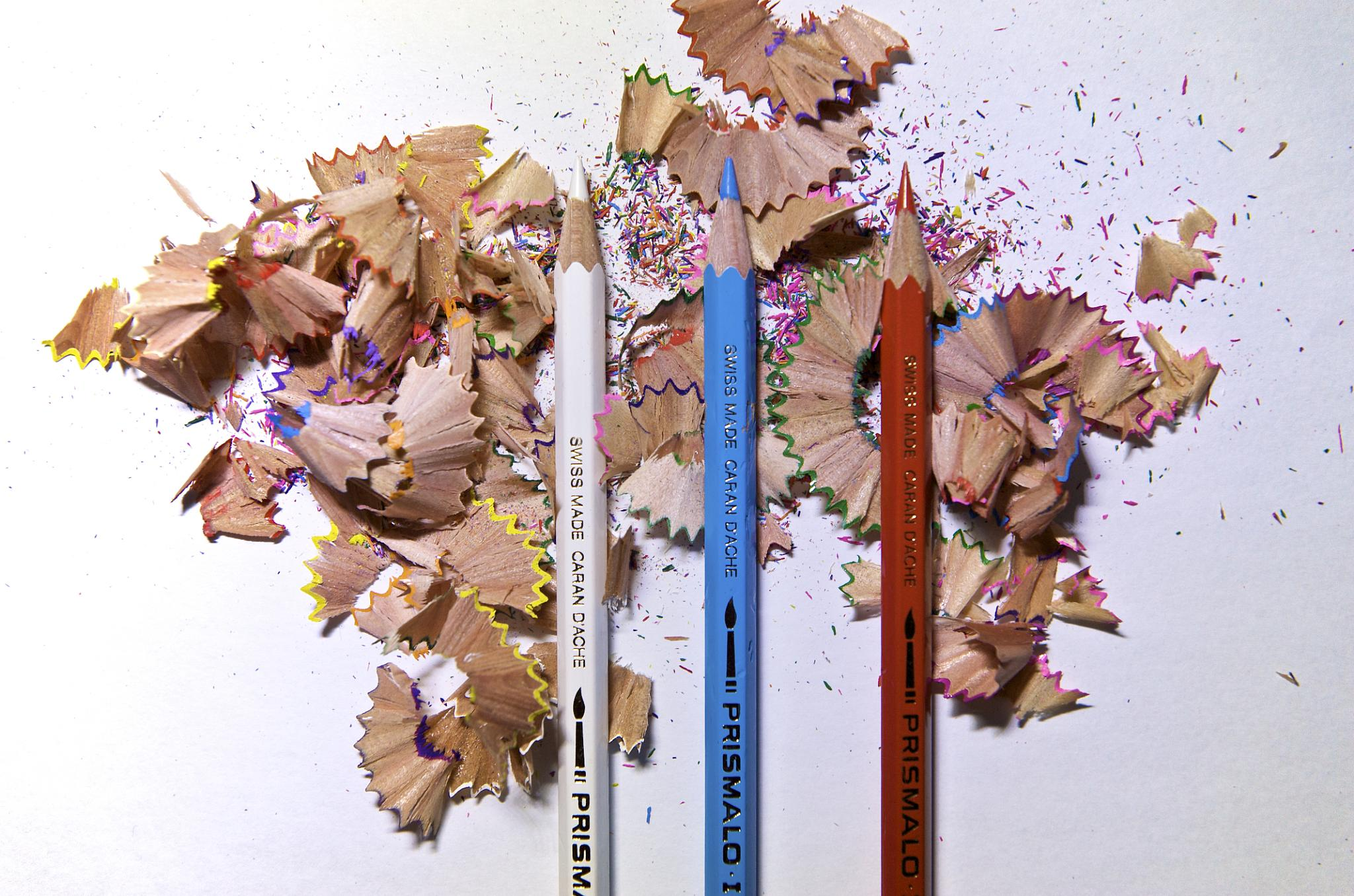
Kézi ceruzahegyező forgácsa
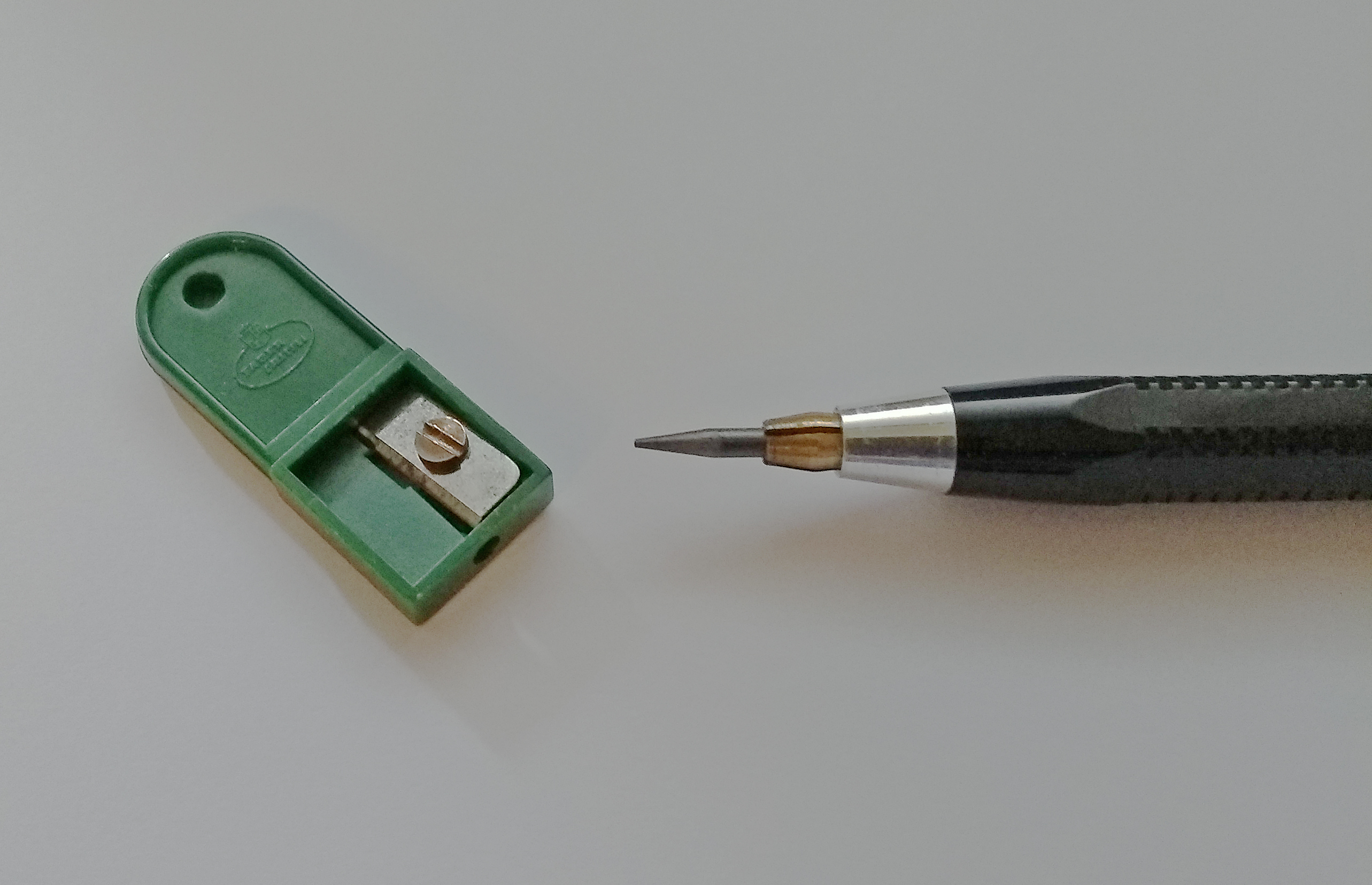
Töltőceruzabél-hegyező